# Воронцова, Екатерина Владимировна
Екатерина Владимировна Воронцова (род. 28 января 1983, Сюрсовай, Удмуртская АССР) — российская лыжница, победительница этапа Кубка мира, двукратная чемпионка мира среди юниоров. Специализировалась в дистанционных гонках. В течение нескольких сезонов выступала в биатлоне, становилась чемпионкой и призёром чемпионата России. Мастер спорта международного класса по лыжным гонкам (2003), мастер спорта России по биатлону.

## Карьера
Воспитанница ДЮСШ г. Ижевска. Первый тренер — Перевозчиков Олег Орестович, также в ходе карьеры тренировалась под руководством Артура Власовича Беледина и Николая Петровича Лопухова.

### Лыжные гонки
Участвовала в юниорском чемпионате мира 2002 года в Шонахе, лучшим результатом стало 34-е место в спринте. На чемпионате мира среди юниоров 2003 года в Соллефтео стала двукратной чемпионкой — в гонке на 15 км вольным стилем и в эстафете, а в гонке на 5 км классическим стилем завоевала серебро.
В Кубке мира дебютировала 4 января 2003 года на этапе в Кавголово, заняв 31-е место в гонке на 5 км свободным стилем, первые очки набрала в марте того же года на этапе в Давосе, заняв 30-е место в гонке на 10 км свободным стилем. В феврале 2004 года одержала единственную в карьере победу на этапе Кубка мира, в эстафете. Кроме этого имеет на своём счету 3 попадания в тройку лучших на этапах Кубка мира, все в эстафетах. В личных гонках не поднималась выше 6-го места. Лучшим достижением Воронцовой в общем итоговом зачёте Кубка мира является 22-е место в сезоне 2003/04.
За свою карьеру принимала участие в одном чемпионате мира, в 2005 году. Заняла 17-е место в масс-старте на 30 км классическим стилем.
В 2012 году стала серебряным призёром чемпионата России в эстафете. В сезонах 2011/12 и 2012/13 возвращалась в состав сборной России по лыжным гонкам, участвовала в гонках Кубка мира на этапах, проходивших в России. В 2013 году становилась чемпионкой Европы среди полицейских.
Использовала лыжи производства фирмы Atomic.

### Биатлон
Не позднее 2008 года перешла в биатлон. Становилась призёром чемпионата России в составе сборной Удмуртии. С 2010 года стала представлять Тюменскую область. Участвовала только во внутрироссийских соревнованиях. В сентябре 2010 года стала серебряным призёром чемпионата России по летнему биатлону в эстафете. В декабре 2010 года одержала победу в эстафете на «Ижевской винтовке». В марте 2011 года стала чемпионкой России в гонке патрулей. После летнего чемпионата России 2011 года вернулась в лыжные гонки.
Завершила спортивную карьеру в 2014 году.